# Riccia marginata
Riccia marginata là một loài rêu trong họ Ricciaceae. Loài này được Lindb. mô tả khoa học đầu tiên năm 1877.
Danh pháp khoa học của loài này chưa được làm sáng tỏ. 